# Brushiet

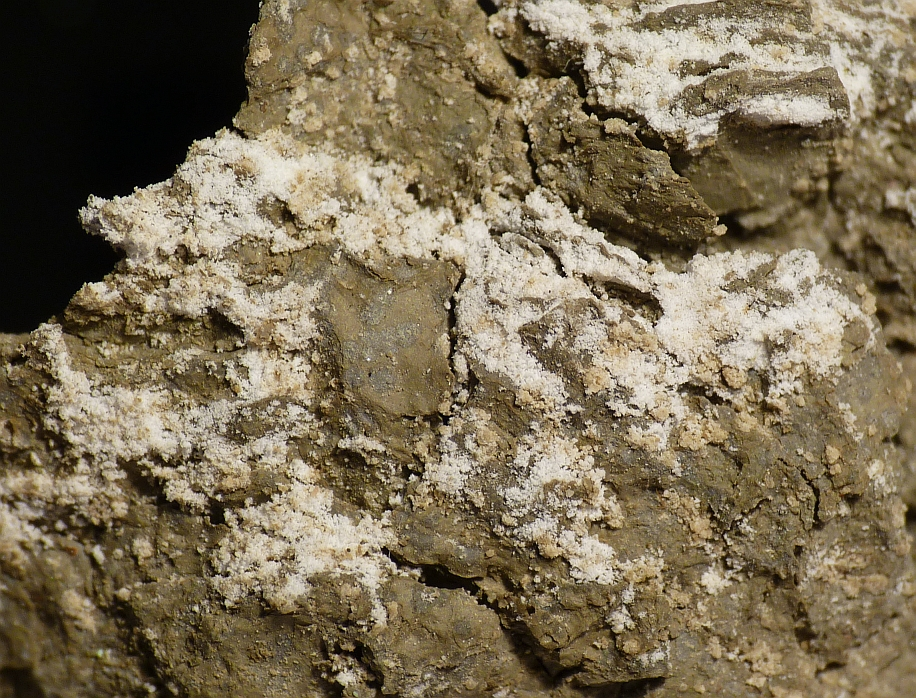
Brushiet (wit) op Montmorilloniet

Het mineraal brushiet is een gehydrateerd calcium-fosfaat, met de chemische formule CaHPO4·2H2O.

## Eigenschappen
Het mineraal is kleurloos, wit, witgeel tot geel en heeft een gemiddelde dichtheid van 2,328. De hardheid is 2,5 en brushiet is niet radioactief.

## Naamgeving
Brushiet is genoemd naar de Amerikaanse mineraloog George Jarvis Brush (1831-1912).

## Voorkomen
Het mineraal wordt gevonden in guanorijke grotten en wordt gevormd door de interactie van guano met calciet en klei met een lage pH.